# Вана-Пранґліська сільська рада
Ва́на-Пра́нґліська сільська рада (ест. Vana-Prangli külanõukogu, рос. Вана-Пранглиский сельский совет) — сільська рада в Естонській РСР, адміністративно-територіальна одиниця в складі повіту Тартумаа (1945—1950) та Отепяського району (1950—1954).

## Населені пункти
Сільській раді підпорядковувалися села: Тараскі (Taraski), Аксі (Aksi), Вана-Пранґлі (Vana-Prangli), Нууза (Nuusa), Вяльямяе (Väljamäe), Гяеру (Hääru), Руссаку (Russaku), Нууспалу (Nuuspalu), Торнімяе (Tornimäe), Гяда(кюла) (Häda(küla), Арніко (Ерміку) (Arniko (Ärmiku), Яама (Jaama), Вагтра (Vahtra), Педастіку (Pedastiku), Віссі (Vissi), Вірблазе (Virblase), Якобі (Jakobi), Матіко (Мутіку) (Matiko (Mutiku), Саві (Savi), Айа (Aia).

## Історія
13 вересня 1945 року на території волості Вескі в Тартуському повіті утворена Вана-Пранґліська сільська рада з центром у селі Ексі (Аксі). Головою сільської ради обраний Рудольф Рейґо (Rudolf Reigo), секретарем — Іда Мярк (Ida Märk).
26 вересня 1950 року, після скасування в Естонській РСР повітового та волосного поділу, сільська рада ввійшла до складу новоутвореного Отепяського сільського району.
17 червня 1954 року в процесі укрупнення сільських рад Естонської РСР Вана-Пранґліська сільська рада ліквідована. Її територія склала північну частину новоутвореної Вескіської сільської ради.